# Leszczków (Ukraina)
Leszczków (ukr. Лешків), 1951–1995 Perszotrawnewe (ukr. Першотравневе) – wieś na Ukrainie, w rejonie czerwonogrodzkim obwodu lwowskiego. Wieś liczy około 350 mieszkańców.
W II Rzeczypospolitej do 1934 samodzielna gmina jednostkowa. Następnie należała do zbiorowej wiejskiej gminy Waręż Miasto w powiecie sokalskim w woj. lwowskim. 
W 1942 r. Niemcy na podstawie donosu ks. greckokatolickiego Józefa Kładocznego, sekretarza arcybiskupa Andrzeja Szeptyckiego, aresztowali 5-osobową rodzinę inż. Romana Żurowskiego, zakatowanego później w siedzibie gestapo w Warszawie. W latach 1943–1944 nacjonaliści ukraińscy z OUN-UPA zamordowali tutaj 10 Polaków i 1 Ukrainkę, żonę Polaka.
Po wojnie wieś weszła w skład powiatu hrubieszowskigo w woj. lubelskim. W 1951 roku wieś wraz z mniejszą częścią gminy Waręż (którą równocześnie przekształcono w gminę Hulcze) została przyłączona do Związku Radzieckiego w ramach umowy o zamianie granic z 1951 roku.

## Zabytki
- dwór w Leszczkowie
- gród w lesie zwanym Horodyszczyzna, jego pozostałości widoczne były w XIX w.
- kurhany, zaorane na okolicznych polach.
- dawny klasztor bazylianów, jego pozostałości na łące zwanej Monasterem.

inne obiekty
- cegielnia

## Urodzeni
- Stefan Edward Łomnicki (ur. 18 marca 1898, zm. w kwietniu 1940 w Charkowie) – kapitan piechoty Wojska Polskiego, kawaler Virtuti Militari, osadnik wojskowy, ofiara zbrodni katyńskiej.